# Zygophyllum eichwaldii
Zygophyllum eichwaldii är en pockenholtsväxtart som beskrevs av Carl Anton von Meyer. Zygophyllum eichwaldii ingår i släktet Zygophyllum och familjen pockenholtsväxter. Inga underarter finns listade i Catalogue of Life.